# 塔拉西夫卡 (茲韋尼戈羅德卡區)
49°8′2″N 31°3′39″E / 49.13389°N 31.06083°E
塔拉西夫卡（烏克蘭語：Тарасівка）是位於烏克蘭中部的村莊，由切爾卡瑟州裡茲韋尼霍羅德卡區的舍夫琴科韋市鎮負責管轄。該村面積6.32平方公里，海拔高度189米，2008年人口985，人口密度每平方公里155.9人。